# Krew i dusza
Krew i dusza – czwarty album studyjny polskiego rapera Fu. Wydawnictwo ukazało się 2 kwietnia 2007 roku nakładem wytwórni muzycznej Prosto w dystrybucji Fonografiki. Płytę poprzedził wydany 27 listopada 2006 roku singel pt. Dążyć do celu. Produkcji nagrań podjęli się sam Fu oraz Ariel, Czarny HIFI, Sempu, Songo, Wrb, Dugi, Kshysiakas, Dies, Matt, Siwers, Zdolny, Zbynia, Sherlock, Soniq i Jamal. Z kolei wśród gości na płycie znaleźli się m.in. Peja, Olsen, Sokół oraz Juras. 
Nagrania dotarły do 32. miejsca listy OLiS.

## Lista utworów
Opracowano na podstawie materiału źródłowego.
1. „Intro” (produkcja: Ariel, syntezator, miksowanie, mastering: Waco, miksowanie: Fu, Zbynia) – 0:48
2. „Rap chronologia” (gościnnie: Mr. Reggaenerator, produkcja: Czarny HIFI, Sempu, miksowanie: Fu, Waco, Zbynia, mastering: Waco) – 5:40
3. „Krew i dusza” (produkcja: Fu, Songo, miksowanie: Fu, Waco, Zbynia, mastering: Waco) – 4:19
4. „Kości zostały rzucone” (produkcja: Wrb, miksowanie: Fu, Waco, Zbynia, mastering: Waco) – 4:11
5. „4 zmysł rzeczywistości” (produkcja: Dugi, miksowanie: Fu, Waco, Zbynia, mastering: Waco) – 3:01
6. „Ja dalej piszę” (produkcja: Kshysiakas, scratche: DJ Frodo, miksowanie: Fu, Waco, Zbynia, mastering: Waco) – 4:07
7. „Dążyć do celu” (produkcja: Dies, Dugi, miksowanie: Fu, Waco, Zbynia, mastering: Waco) – 3:28
8. „Miasto W” (śpiew: Marta EF, pianino: Mothashipp, produkcja: Matt, miksowanie: Fu, Waco, Zbynia, mastering: Waco) – 3:48
9. „Imperium zła” (gościnnie: Olsen, Rocca, Sokół, produkcja: Siwers, scratche: DJ Kodh, miksowanie: Fu, Waco, Zbynia, mastering: Waco) – 4:51
10. „Zabić czas” (śpiew: Marta EF, produkcja: Zdolny, miksowanie: Fu, Waco, Zbynia, mastering: Waco) – 2:47
11. „4 zmysł rzeczywistości C.D.” (produkcja, miksowanie: Zbynia, miksowanie: Fu, Waco, mastering: Waco) – 2:41
12. „Zapach wanilii (dla Arletki)” (produkcja: Siwers, miksowanie: Fu, Waco, Zbynia, mastering: Waco) – 4:08
13. „Blizny wegetacji (dla Roberta i Sebka)” (produkcja: Fu, Songo, miksowanie: Fu, Waco, Zbynia, mastering: Waco) – 3:48
14. „Fifty Fifty” (produkcja: Sherlock, miksowanie: Fu, Waco, Zbynia, mastering: Waco) – 3:53
15. „Gangsterskie fanaberie” (gościnnie: Czarny Furiat, Juras, Peja, Siwers, produkcja: Siwers, miksowanie: Fu, Waco, Zbynia, mastering: Waco) – 4:22
16. „Świat oczyma dziecka” (gościnnie: Eryc, produkcja: Dies, miksowanie: Fu, Waco, Zbynia, mastering: Waco) – 3:32
17. „Pokój i wolność” (produkcja: Dugi, scratche: DJ Mini, skrzypce: Marta EF, miksowanie: Fu, Waco, Zbynia, mastering: Waco) – 5:36
18. „Daj mi żyć” (gościnnie: MC3D, Mike Reka, Olsen, produkcja: Soniq, miksowanie: Fu, Waco, Zbynia, mastering: Waco) – 4:24
19. „Żądza gniewu” (gościnnie: Koras, produkcja: Siwers, miksowanie: Fu, Waco, Zbynia, mastering: Waco) – 3:13
20. „Uda'h Uda'h” (gościnnie, produkcja: Jamal, scratche: DJ Mini, miksowanie: Fu, Waco, Zbynia, mastering: Waco) – 2:47

Singel
| Dążyć do celu |
| --- |
| 1. „Dążyć do celu (Wersja Oryginalna)” (produkcja: Dies, Dugi) – 3:37 2. „Dążyć do celu (Dies & Fu Remix)” (produkcja: Dies, Fu) – 4:13 3. „Dążyć do celu (Dugi Remix)” (produkcja: Dugi) – 3:36 4. „Dążyć do celu (Dies Remix)” (produkcja: Dies) – 2:41 5. „Zapach wanilii (utwór dodatkowy)” (produkcja: Siwers) – 4:10 |